# ゴエモンコシオリエビ
ゴエモンコシオリエビ（学名：Shinkaia crosnieri）は、異尾下目コシオリエビ上科シンカイコシオリエビ科に属する甲殻類の一種である。九州西方から台湾北部の水深700 - 1,600メートルの深海（沖縄トラフ）にある熱水噴出孔周辺に生息する。体長5センチメートルほどで、体表に多数の毛が生えている。目は退化している。和名は、釜茹でで処刑されたという伝承を持つ盗賊・石川五右衛門にちなんで命名された。
その剛毛には、熱水に含まれる硫化水素やメタンをエネルギー源として取り込み化学合成を行う特定の外部共生菌（化学合成細菌とメタン酸化細菌）が生息しており、ゴエモンコシオリエビは手のような器官（顎脚）でこの外部共生菌が付着した毛をこそいで摂餌することで、栄養源としている。胸毛付着物からは硫黄酸化細菌の Leucothrixre と Thiothrix属、ε-Proteobacteriaの硫黄酸化細菌であるSugfarobum属の近縁菌の遺伝子が検出されたと報告されている。
熱水噴出孔を中心とした半径 20 - 30センチメートルから、半径 1 - 2メートルの範囲に群集して生息し 100 indiv/m2を超える数密度の個体群を形成する事がある。なお、同じ様に熱水噴出孔の周辺に生息するヘイトウシンカイヒバリガイやオハラエビよりも、より熱水に近い部分に生息するが、熱水中に含まれる重金属や硫化水素(H2S)や水温変化への耐性の差と考えられている。

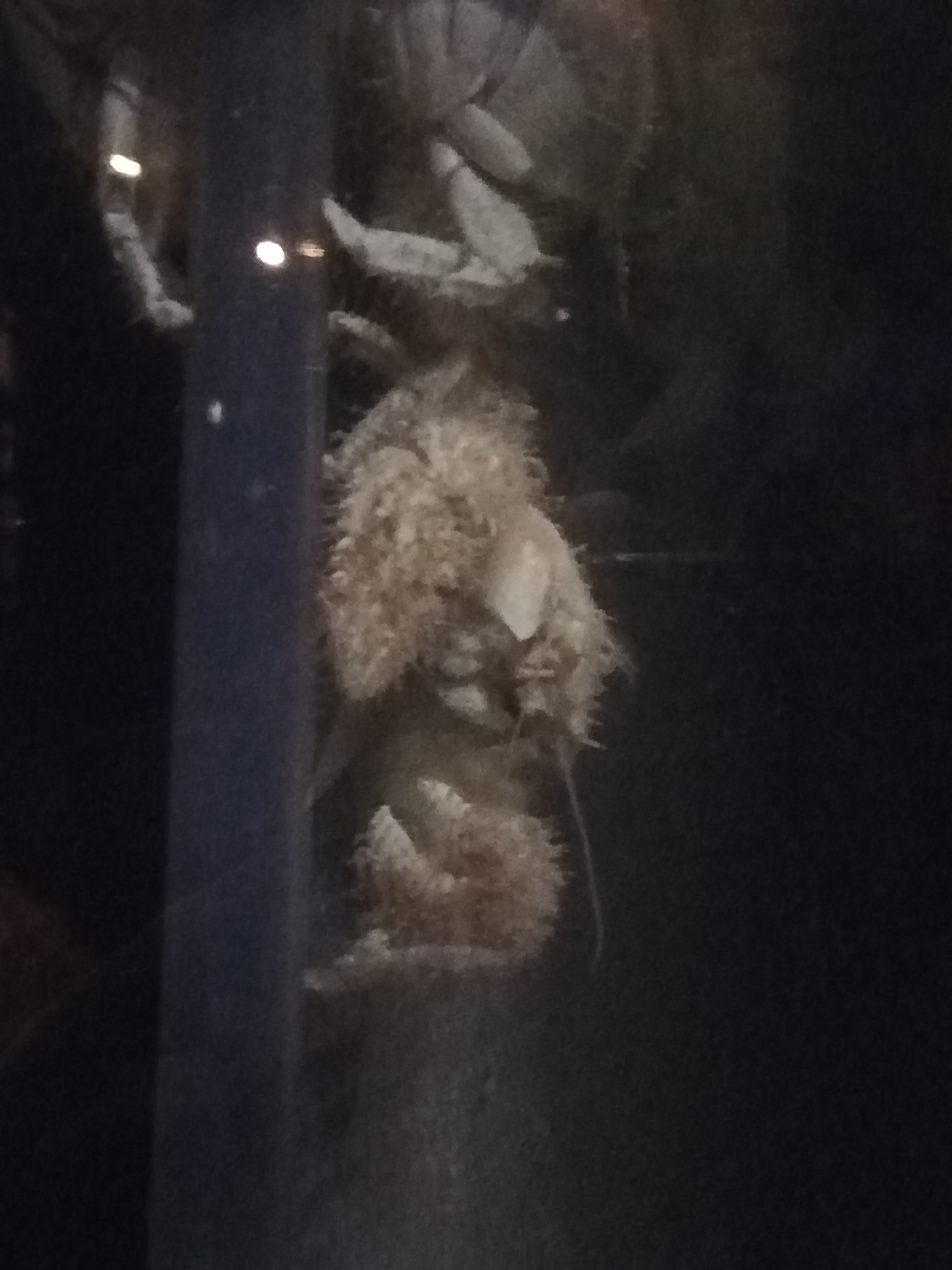
新江ノ島水族館で撮影